# Friedrich Märker
Friedrich Märker (* 7. März 1893 in Augsburg; † 27. April 1985 in Feldafing) war ein deutscher Schriftsteller und Publizist. Er verfasste während der Zeit des Nationalsozialismus rassistische Schriften. Später war er Gründer der Vorläuferinstitution der Verwertungsgesellschaft Wort. Märker trat auch unter den Pseudonymen Alexander Stark, Nikolaus Haug und Fjodor Ukrainow auf.

## Leben
Märker studierte von 1913 bis 1916 Philosophie, Literatur und Kunstgeschichte in Berlin, Kiel und München. Danach war er als Dramaturg und Theaterregisseur bei Otto Falckenberg in München, später in Düsseldorf und Leipzig tätig. Ab 1926 war er Theater- und Kunstkritiker sowie Volkshochschul-Dozent in Berlin. 1934 erschien sein rassentheoretisches Hauptwerk Charakterbilder der  Rassen, in dem er die Überlegenheit der „nordischen Rasse“ vor allem gegenüber der „ostischen Rasse“ anhand der jeweiligen Gesichtszüge nachzuweisen versuchte. 1938 soll er wegen rassentheoretischer Differenzen ein Vortrags- und Redeverbot erhalten haben. Seit 1939 war er mit der Schriftstellerin, Übersetzerin und späteren Kochbuchautorin Margarete Märker (auch Grete Willinsky, 1906–1983), verheiratet. 1944 wurde er in die Wehrmacht eingezogen, 1945 geriet er in US-amerikanische Gefangenschaft.
Nach 1945 war Märker schriftstellerisch tätig, beschäftigte sich mit Johann Caspar Lavater und der Physiognomik. Außerdem engagierte er sich im Literaturbetrieb: In München wurde er Präsident des Schutzverbandes der Schriftsteller. 1955 gründete er die Verwertungsgesellschaft für literarische Urheberrechte, die 1958 in die Verwertungsgesellschaft Wort überging. 1959 wurde er dafür mit dem Großen Bundesverdienstkreuz gewürdigt. Seit 1952 war er Mitglied des deutschen PEN-Clubs und von 1949 bis 1953 der Deutschen Akademie für Sprache und Dichtung. Nach Märker war der von 1986 bis 2002 vergebene Friedrich-Märker-Preis benannt, der seit 2019 nach mehr als 15 Jahren der Inaktivität wieder als Regensburger Preis für Essayistik verliehen wird.

## Werke (Auswahl)
- Lebensgefühl und Weltgefühl, 1920
- Typen. Grundlagen der Charakterkunde, 1930
- Lavaters Physiognomische Fragmente. Ausgewählt und kommentiert, 1949
- Symbolik der Gesichtsformen. Physiognomische und mimische Beobachtungen, 1933
- Charakterbilder der Rassen. Bd. 1: Rassenkunde auf physiognomischer und phrenologischer Grundlage, 1934
- Junge Rebellen – alte Tyrannen, 1969
- Die Kunst, aus dem Gesicht zu lesen, 1971
- Der grosse Widerspruch,  1984,  ISBN 3-9800315-6-X

Hörspiele
- Der Ackermann und der Tod, 1946
- Die heilige Allianz, 1953
- Abschied in Taganrog, 1953

## Nachlass
Der schriftliche Nachlass von Friedrich Märker ist heute zweigeteilt. Unterlagen zu seiner Tätigkeit beim Aufbau des Rundfunks nach 1945 liegen im Archiv des Instituts für Zeitgeschichte München-Berlin. Persönliche Dokumente und schriftstellerischer Nachlass liegen im Literaturarchiv der Monacensia im Hildebrandhaus.